# ルドルフ・イェッテル
ルドルフ・イェッテル（Rudolf Jettel, 1903年3月21日 - 1981年11月23日）は、オーストリアのクラリネット奏者。

## 経歴
1903年、 ウィーン生まれ。ウィーン国立音楽大学でヴィクトル・ポラチェック（元ウィーン・フィルハーモニー管弦楽団首席奏者）に師事。その後、ウィーン・フィルハーモニー管弦楽団首席奏者。
教育者としても母校であるウィーン国立音楽大学で教授を務め、ペーター・シュミードル（元ウィーン・フィルハーモニー管弦楽団首席奏者）、ホルスト・ハイェク（元ウィーン・フィルハーモニー管弦楽団首席クラリネット奏者）、アロイス・ブラントホーファー（元ベルリン・フィルハーモニー管弦楽団首席奏者）などを育てる。1981年にウィーンにて没。